# 伞形酸
伞形酸（英語：Umbellic acid，也称为2,4-二羟基肉桂酸）是一种羟基肉桂酸，是咖啡酸的位置异构体。
伞形酸是苯丙素类化合物伞形酮生物合成的前体物质，其合成起始于莽草酸途径合成的L-苯丙氨酸。苯丙氨酸脱氨形成肉桂酸，再通过肉桂酸-4-羟化酶（CYP73A1）羟基化形成对香豆酸。对香豆酸的2号位再次羟基化形成伞形酸，最后羧基与2号位的羟基酯化形成内酯结构的伞形酮。

  {\displaystyle {\xrightarrow {PAL}}}  {\displaystyle {\xrightarrow {C4H}}}  {\displaystyle {\xrightarrow {C2H}}}  {\displaystyle \longrightarrow } 